# انهيار الجيش الإمبراطوري الألماني
حدث انهيار الجيش الإمبراطوري الألماني في النصف الأخير من عام 1918 وأدى إلى الثورة الألمانية عام 1918 والهدنة ونهاية الحرب بعد توقيع معاهدة فرساي. انتشر الاستياء والهجر والاستسلام الجماعي والتمرد بين الجيش الإمبراطوري الألماني بعد هزيمة هجوم الربيع. ومع ذلك، فقط مع تمرد كيل ظهرت مبادرة أكثر تصميما تجاه الثورة.
مع استمرار الحرب، شهدت الدول المتحاربة الرئيسية معارضة متزايدة للحرب. هذا بلغ ذروته في الإطاحة بالقيصر نيقولا الثاني في الثورة الروسية، أدت الخسائر الفرنسية في هجوم نيفل إلى العديد من التمردات، تمرد الجيش الفرنسي وواجه البريطانيون مشاكل مع تمرد Étaples.
لكن القيادة العليا للجيش الألماني غذت السخط في جيشهم من خلال تجنيد العمال الناشطين بالفعل ضد الحرب. في بداية عام 1918، أضرب ما يقرب من مليون عامل؛ أحد المطالب كان السلام بدون ضم. أمرت القيادة أن «جميع المضربين المناسبين للخدمة سيتم إرسالهم إلى الجبهة». قدر الأرشيفي العسكري الألماني إريك أوتو فولكمان أنه في ربيع عام 1918، رفض حوالي 800,000 إلى مليون جندي اتباع أوامر رؤسائهم العسكريين. كان مصطلح «دروكبيرجر»، أو المتهرب، هو المصطلح الذي استخدمته السلطات العسكرية، وهو مصطلح اكتسب بالفعل دلالات معادية للسامية من خلال استخدامه السابق في الدعاية العسكرية الألمانية. جادل المؤرخ الألماني فيلهلم ديست بأن المسلحين الذين لديهم دوافع سياسية نظموا إضرابًا عسكريًا أو ضربة عسكرية خفية.
بعد نجاح فرض معاهدة بريست ليتوفسك على النظام البلشفي، أطلق الجنرال لودندورف هجوم الربيع لعام 1918 في محاولة لكسب الحرب على الجبهة الغربية قبل أن تشارك أعداد كبيرة من القوات الأمريكية. توقف الهجوم وسرعان ما تم نظم الحلفاء هجوم المائة يوم. عندما بدأت القوات الأمريكية في الوصول إلى الخطوط الأمامية، تراجعت الروح المعنوية الألمانية وتجاهل الجنود غير الراضين بشكل متزايد ضباطهم. في معركة أميان، استسلم عدد كبير من الجنود الألمان، مما دفع لودندورف إلى تسمية اليوم الأول للمعركة بـ«اليوم الأسود للجيش الألماني» لاحظ لودندورف حالات تراجع للقوات التي تصرخ «أنت تطيل الحرب!» في الضباط الذين حاولوا حشدهم و"blackleg!" في قوات الاحتياط الذين انتقلوا إلى الخطوط الأمامية.